# Lotti Röell
Jkvr. Johanna Charlotte Carolina Röell (Utrecht, 5 juli 1911 – Apeldoorn, 5 november 1998) was een geheim agente tijdens de Tweede Wereldoorlog.

## Biografie
Lotti Röell is een telg uit het regentengeslacht Röell en is via haar moeder verwant aan de familie Van Boetzelaer. Ze werd opgeleid tot MI6 agente. Haar codenaam was 'Ladybird'. R.P.J. Derksema van de Centrale Inlichtingendienst (CID) stuurde haar naar Nederland. Ze is eerst naar Portugal gegaan, waar ze op 16 augustus 1941 aankwam. Ze vervolgde de reis over land en via onder andere München en kwam  op 1 oktober 1941 in Nederland aan. Reeds diezelfde maand werd ze gearresteerd en naar Ravensbrück gebracht. Ze werd op 25 april 1945 vrijgelaten.
Van 1950-1976 was zij directrice particuliere zaken van de koningin i.z. paleis Het Loo en omstreken. Ze was ongehuwd en is begraven in het familiegraf van haar ouders in Soest.